# チャイナ・シンドローム (映画)
『チャイナ・シンドローム』（原題：The China Syndrome）は、1979年制作のアメリカ映画。同年のアカデミー賞にて、主演男優賞、主演女優賞、美術賞、脚本賞などにノミネートされた。カンヌ国際映画祭のパルム・ドールにもノミネートされ、ジャック・レモンは男優賞を獲得した。

## 概要
原発の取材中に事故に遭遇し真実を伝えようとする女性リポーター、ずさんな管理の実態に気づき事故を防ぐために命を懸ける原発管理者、不祥事を揉み消そうとする利益優先の経営者といった人物たちの対立を描いたサスペンス映画。
タイトルの「チャイナ・シンドローム（英語版）」とは、1965年以降、原子力発電所の過酷事故を研究していた原子力技術者の間で使われていた、「核燃料が高熱によって融解（メルトダウン）して原子炉の外に漏れ出すメルトスルーと呼ばれる状態」を意味する用語。もしアメリカ合衆国の原子力発電所がメルトダウンを起こしたとしたら、融けた燃料が重力に引かれて地面を溶かしながら貫いていき、地球の中心を通り越して反対側の中国まで熔けていってしまうのではないか、というブラックジョークである。実際に原発事故でメルトダウンが起きたとしても、実際には核燃料が地球の裏側まで到達するようなことは起こらず、またアメリカ合衆国から見た地球の裏側（対蹠地）が中国というのも正しくないが、劇中に登場した「チャイナ・シンドローム」という用語は映画の公開を通じ、メルトスルーを意味する用語として一般にも広がることになった。
この映画が公開されたのは1979年3月16日であるが、それからわずか12日後の3月28日にスリーマイル島原子力発電所事故が発生し、「この映画を観た輩が事故を起こしたのではないか」等といった陰謀説が流布されたりと、全米で大きな話題となった。また、本作をきっかけにそれまで医学用語としてしか使われていなかった「シンドローム（症候群）」という言葉を、他の言葉と組み合わせて「何々シンドローム」という造語にすることが流行し、社会現象などを表す言葉としてしばしば使われるようになった。

## ストーリー
キンバリー・ウェルズ（ジェーン・フォンダ）はアメリカの地方テレビ局の女性リポーター。彼女は硬派な記者を志していたが、普段は日常のたわいもないニュースを担当していた。キンバリーは原子力発電所のドキュメンタリー特番の担当となり、カメラマンのリチャード・アダムス（マイケル・ダグラス）とともに取材に赴く。コントロールルームを見学中、原子力発電所は何らかのトラブルを起こしたようだった。そこは撮影禁止の場所だったにもかかわらず、アダムスは密かにそのときのコントロールルームの様子を撮影していた。
当時何が起きたのか分からなかった二人は、そのフィルムを後日、原子力の専門家に見せる。専門家からはこれは重大な事故が起きる寸前であったと伝えられる。このまま原子炉が制御を失っていたなら、核燃料は溶解して地面を溶かしながら地球の裏の中国に向かって沈んでいき、途中で地下水と反応して水蒸気爆発を起こし、放射性物質を広範囲に撒き散らす結果になっていたという。しかし発電所からはトラブルに関する何の発表もなかった。技師でコントロールルームの責任者のジャック・ゴデル（ジャック・レモン）が計器の表示間違いに気づき、危ういところで大惨事を免れていたのだった。取材後、発電所の近くにあるバーでキンバリーとゴデルは知り合う。原子力発電に疑問を投げかける彼女に対し、原子力発電の必要性を訴えるゴデル。しかしゴデルも先日のトラブル後の対応から故障の兆候を感じ取り、わき上がる疑問を抑えることが出来なくなっていった。ゴデルは過去の安全審査資料を調べ直し、そこで先日のトラブルに繋がる重大な証拠を発見する。検査にかかる費用を削減するため、該当箇所は義務付けられているはずの検査が長期に渡って行われておらず、定期検査の結果には不正が施されていたのである。
今すぐ発電所を止めて検査を行わなければ、大惨事に繋がりかねない故障が起こりうる。危機感を訴えるゴデルとは裏腹に、原発管理者側は原子力発電の安全性を信じて疑わず、多額のコストがかかる検査など不要であるとして、ゴデルの訴えを一蹴する。そこでゴデルはキンバリーを通じ、検査に不正が施されていることをマスコミを通じて世間に告発しようとする。一方で原発管理者側は、ゴデルの行動を莫大な損失をもたらす背信行為と受け止め、暴力も辞さない実力行使に出る。ゴデルは、証拠の資料を受け取ったマスコミ側の人間が自動車事故に遭ったことを知らされ、原発管理者側が本気で阻止に来ていること、自分もまた狙われていることを悟る。
ゴデルはカーチェイスの末に執拗な追手を振り切って原子力発電所に駆け込むが、そこで彼は故障の兆候が現実のものとなり、一刻の猶予もない状態まで進行しているのを目撃する。ゴデルは説得が通用しないことを悟ると、職員を銃で脅して制御室に立て篭もる。そしてテレビ中継を通じて原発事故に繋がるトラブルを世間に告発するか、さもなければ制御室からの操作で汚染物質をばら撒き発電所を使用不能にすると脅迫する。原発管理者側はゴデルの要求を飲んでキンバリーを呼び出すが、一方で警察の突入部隊を呼び出し、またいつでもテレビ中継を中断できるよう、電力供給を断つための工作活動を開始する。しかしこの工作活動は図らずも、ゴデルが指摘した故障箇所に致命的な負荷をかけることに繋がってしまう。キンバリーによるテレビ中継が始まった直後、原発管理者側によって電力供給が絶たれるが、それを引き金として原発事故が発生する。警報が鳴り響く中、事態を悟ったゴデルは死に物狂いで原子炉の停止を試みるが、彼は警察の突入部隊によって射殺される。故障した原子炉は大惨事を起こす寸前で停止する。
原発管理者側は駆けつけたテレビ中継の取材に対し、一連の騒動はゴデルが酒に酔って錯乱して起こしたものであると主張し、原発が安全であることを強調して事故の隠蔽を図る。しかしゴデルの行動に心を動かされた同僚のテッド・スピンドラー（ウィルフォード・ブリムリー）はテレビ中継の前でゴデルを擁護する発言を行う。キンバリーも視聴者に対してゴデルの正当性を訴える。ニュース番組は電子レンジのCMによって一時中断され、映画はそのまま幕を下ろす。

## キャスト
| 役名                   | 俳優                       | 日本語吹替                                                                                 |
| 役名                   | 俳優                       | 日本テレビ版                                                                               |
| ---------------------- | -------------------------- | ------------------------------------------------------------------------------------------ |
| キンバリー・ウェルズ   | ジェーン・フォンダ         | 小原乃梨子                                                                                 |
| ジャック・ゴデル       | ジャック・レモン           | 中村正                                                                                     |
| リチャード・アダムス   | マイケル・ダグラス         | 有川博                                                                                     |
| ハーマン・デ・ヤング   | スコット・ブレイディ       | 大宮悌二                                                                                   |
| ビル・ギブソン         | ジム・ハンプトン           | 池田勝                                                                                     |
| ドン・ジャコビッチ     | ピーター・ドゥナット       | 大木民夫                                                                                   |
| テッド・スピンドラー   | ウィルフォード・ブリムリー | 峰恵研                                                                                     |
| エヴァン・マコーマック | リチャード・ハード         | 上田敏也                                                                                   |
| ヘクター・サラス       | ダニエル・ヴァルデス       | 屋良有作                                                                                   |
| ピート・マーティン     | スタン・ボーマン           | 仲村秀生                                                                                   |
| マック・チャーチル     | ジェームズ・カレン         | 阪脩                                                                                       |
| マージ                 | カリラ・アリ               | 横尾まり                                                                                   |
| D.B.ロイス             | ポール・ラーソン           | 寺島幹夫                                                                                   |
| バーニー               | ロン・ロンバード           | 大塚芳忠                                                                                   |
| TVディレクター         | アラン・カウル             | 西村知道                                                                                   |
| 不明 その他            | N/A                        | 津田英三 千葉繁 加藤正之 安田隆 山本竜 谷口節 藤城裕士 鈴木れい子 巴菁子 好村俊子 柳沢紀男 |
| 日本語版スタッフ       |                            |                                                                                            |
| 演出                   | 演出                       | 小林守夫                                                                                   |
| 翻訳                   | 翻訳                       | 篠原慎                                                                                     |
| 効果                   | 効果                       | 遠藤堯雄 桜井俊哉                                                                          |
| 調整                   | 調整                       | 切金潤                                                                                     |
| 制作                   | 制作                       | 東北新社                                                                                   |
| 解説                   | 解説                       | 堀貞一郎                                                                                   |
| 初回放送               | 初回放送                   | 1985年2月20日 『水曜ロードショー』                                                         |

※日本語字幕：野中重雄

## 注・出典
1. ↑  Ralph Eugene Lapp は1971年に次のように述べており、これがチャイナ・シンドロームの最初の用例とされている[誰によって?]。 ：  ･･･ The behavior of this huge, molten, radioactive mass is difficult to predict but the Ergen report contains an analysis showing that the high-temperature mass would sink into the earth and continue to grow in size for about two years. In dry sand ahot sphere of about 100 feet in diameter might form and persist for a decade. This behavior projection is known as the China syndrome. ･･･ （"Thoughts on Nuclear Plumbing," New York Times, 12 Dec. 1971, p.E11）。ここで引用されている the Ergen report は、The Ergen Report, 1967 – ECCS, Meltdown studies. by W K Ergen; U.S. Atomic Energy Commission. Advisory Task Force on Power Reactor Emergency Cooling を指す。だだし、科学史家のワートは、1960年代、計画されていた大型の原子炉において従来の格納容器の過酷事故への耐久性が問題となったとき、原子力技術者の間でこの用語が用いられ出したとしている（S. Weart (1988) Nuclear Fear, pp.305-）。
2. 1 2 3 4  金谷俊秀. “チャイナシンドロームとは”. 知恵蔵2011. 朝日新聞社. 2013年1月12日閲覧.
3. ↑  1978年に公開された日本映画『原子力戦争』では、『チャイナ・アクシデント』という表現が使われている。
4. ↑  『一発逆転大放送! サンデーSUPERキンキン』にて愛川欽也は、当初レモンの役のオファーは自分に来ていたと語っており、愛川もレモンの吹き替えに思い入れがあったことと、作品内容を気に入っていたこともあり、オファーに乗り気ではあったが、当時は多忙であったのでスケジュールが合わず泣く泣く断念してしまったと語っている。
5. ↑  Stan Bohrman, 1930 - 1994年 は俳優ではなく、米国の著名なニュースアンカーである。この映画のみ出演した。
6. ↑  初回放送は通常枠でカット放送されたがノーカットで制作されており、1985年12月30日「年忘れ映画劇場」などでノーカット版も幾度か放送された。
7. ↑  チャイナ・シンドローム - 作品情報・映画レビュー -KINENOTE（キネノート）